# Cupid (песня Сэма Кука)
| Оценки критиков | Оценки критиков |
| Источник        | Оценка          |
| --------------- | --------------- |
| AllMusic        | Без оценки      |

«Cupid» — песня американского певца Сэма Кука. Вышла на отдельном сингле в 1961 году (на лейбле RCA Records).
В США песня достигла 17 места в чарте Billboard Hot 100, в Великобритании — 7-го места в национальном чарте синглов (UK Singles Chart).
Музыкальный сайт AllMusic называет её «ещё одной идеальной поп-песней от Сэма Кука, больше в линии с его ранними […] гладкими поп-хитами как „You Send Me“, чем с более поздними соульными песнями с госпельным влиянием как „Bring It on Home to Me“, с которыми певец вернулся к своим корням (англ. Yet another perfect pop song from Sam Cooke, falling more in line with his earlier crossover smooth pop hits like "You Send Me" than his later return-to-his-roots gospel-based soul songs like "Bring It on Home to Me.")
В 2004 году журнал Rolling Stone поместил песню «Cupid» в исполнении Сэма Кука на 452 место своего списка «500 величайших песен всех времён». В списке 2011 года песня находится на 458 месте.